# Дубки (Гродненская область)
Дубки́ (бел. Дубкі́, пол. Dębina) — деревня в Сморгонском районе Гродненской области Беларуси.
Входит в состав Жодишковского сельсовета.
Расположена в северной части района. Расстояние до районного центра Сморгонь по автодороге — около 33 км, до центра сельсовета агрогородка Жодишки по прямой — чуть менее 12 км. Ближайшие населённые пункты — Деновишки, Людимы, Хвоецковщина.
Согласно переписи население деревни в 1999 году насчитывало 5 человек.
К югу от Дубков расположен Жодишковский заказник местного значения.
Автомобильной дорогой местного значения Н7375 деревня связана с автодорогой Гориденяты — Завидиненты
Через Дубки проходит маршрут рейсового автобуса Сморгонь — Лылойти.